# Marcus Herz
Pour les articles homonymes, voir Herz.
Marcus Herz est un médecin et philosophe allemand né à Berlin le 17 janvier 1747 et mort à Berlin le 19 janvier 1803. Il est un représentant du mouvement des Lumières en Saint-Empire (Aufklärung).

## Biographie
Marcus Herz est né dans une famille juive démunie de Berlin. Il a étudié le commerce, puis s'est inscrit à l'université de Königsberg en médecine et en philosophie. Il suit les cours et devient un disciple d'Emmanuel Kant qui le recommande à Moses Mendelssohn. Après une interruption, il termine ses études de médecine à Berlin avec David Friedländer et obtient à Halle son doctorat de médecine en 1774.
Il est médecin à l'Hopital juif de Berlin, où il enseigne à son tour la médecine et la philosophie. Il devient l'un des intellectuels les plus connus et des membres de la famille royale ont suivi son enseignement.
Il se marie en 1779 avec Henriette de Lemos. Leur maison devient un salon important au point de vue politique et littéraire.  
Il reçoit le titre de professeur de philosophie en 1791, mais il se consacre surtout à la médecine.
Il serait le véritable auteur, dans les années 1790, du Serment ou Prière médicale attribuée à Maïmonide, base de l'éthique médicale des médecins juifs.